# Los Lobos
För andra betydelser, se Los Lobos (olika betydelser).
Los Lobos är ett amerikanskt rockband bildat 1973 i Los Angeles, USA. Bandets musik består av en blandning av en rad olika musikgenrer, bl.a. rock, country samt amerikansk, spansk och mexikansk folkmusik.
Bandets sångare, David Hidalgo, medverkar på Bob Dylans album Together Through Life och Christmas in the Heart, båda från 2009 och senare på albumet Tempest från 2012.

## Medlemmar
Nuvarande medlemmar
- David Hidalgo – sång, gitarr, dragspel, violin, steel gitarr, banjo, piano, tiple, bajo sexto, requinto jarocho[4] (1973–)
- Louie Pérez – sång, gitarr, trummor, jarana huasteca, bajo quinto[4] (1973–)
- Cesar Rosas – sång, gitarr, bajo sexto, mandolin, vihuela, huapanguera, cuatro[4] (1973–)
- Conrad Lozano – sång, basgitarr, guitarrón (1974–)
- Steve Berlin – keyboard, horn, orgel, clavinet, flöjt, synthesizer, melodica[4] (1984–)

Tidigare medlemmar
- Francisco "Frank" González – sång, mandolin, arpa jarocha (1973–1976)
- Richard Escalante – sång, basgitarr (1973–1974)

Turnerande medlemmar
- Victor Bisetti – trummor, percussion (1990–2003)
- Cougar Estrada – trummor, percussion (2003–2011)
- Enrique Gonzalez – trummor, percussion (2012–)

## Diskografi
Studioalbum
- 1976 – Si Se Puede!
- 1978 – Del este de Los Angeles (Just Another Band from East L.A.) (som Los Lobos del Este de Los Angeles)
- 1983 – ...And a Time to Dance
- 1984 – How Will the Wolf Survive?
- 1987 – By the Light of the Moon[5]
- 1988 – La Pistola y El Corazón
- 1990 – The Neighborhood
- 1992 – Kiko
- 1995 – Music for Papa's Dream
- 1996 – Colossal Head
- 1999 – This Time
- 2002 – Good Morning Aztlán
- 2004 – The Ride
- 2006 – The Town and the City
- 2009 – Los Lobos Goes Disney
- 2010 – Tin Can Trust
- 2013 – Disconnected in New York City
- 2015 – Gates of Gold

Livealbum
- 2000 – Run Away with You
- 2005 – Live at the Fillmore
- 2005 – Acoustic En Vivo
- 2007 – One Time One Night: Live Recordings, Vol. 1
- 2012 – Kiko Live
- 2013 – Disconnected in New York City

EP
- 1987 – Rosa Lee Set Me Free
- 2004 – Ride This – The Covers EP
- 2011 – Daytrotter Session

Samlingsalbum
- 1993 – Just Another Band From East L.A. – A Collection
- 1998 – Silencio=Muerte: Red Hot + Latin
- 2000 – El Cancionero Mas y Mas
- 2006 – Wolf Tracks - Best of Los Lobos

Singlar (topp 100 på Billboard Hot 100)
- 1984 – "Will the Wolf Survive" (#78)
- 1987 – "Come On, Let's Go" (#21)
- 1987 – "La Bamba" (#1)